# Fear and Whiskey
Az 1985-ös Fear and Whiskey a The Mekons nagylemeze. Ezt tartják az első alternatív country albumnak, mivel ötvözte a punk-ot a countryval. A kritikusok méltatták, nagy kereskedelmi siker volt. Szerepel az 1001 lemez, amit hallanod kell, mielőtt meghalsz című könyvben.

## Az album dalai
|     | Cím                                          | Szerző(k)  | Hossz |
| --- | -------------------------------------------- | ---------- | ----- |
| 1.  | Chivalry                                     | Mekons     | 4:03  |
| 2.  | Trouble Down South                           | Mekons     | 4:15  |
| 3.  | Hard to Be Human Again                       | Mekons     | 3:58  |
| 4.  | Darkness and Doubt                           | Mekons     | 5:15  |
| 5.  | Psycho Cupid (Danceband on the Edge of Time) | Mekons     | 2:52  |
| 6.  | Flitcraft                                    | Mekons     | 3:23  |
| 7.  | Country                                      | Mekons     | 2:54  |
| 8.  | Abernant 1984/1985                           | Mekons     | 2:21  |
| 9.  | Last Dance                                   | Mekons     | 3:13  |
| 10. | Lost Highway                                 | Leon Payne | 3:13  |

## Közreműködők
- Jacqui Callis – ének
- Jim Chapman – adminisztráció
- Lu Edmonds – basszusgitár
- John Gill – hangmérnök, történelmi kutatás, keverés
- Steve Goulding – dob
- Tom Greene – gitár, zongora, vokál
- Tom Greenhalgh – keverés, vokál
- Suzie Honeyman – vonós hangszerek
- John Ingledew – fényképek
- Jon Langford – gitár, hárfa, vokál
- Ken Lite – basszusgitár, ritmusgitár, vokál
- The Mekons – producer
- Terry Nelson – Walkie Talkie
- Shelagh Quinn – hangmérnök
- Dick Taylor – gitár
- Mark White – konzultáns
- Robert Sigmund Worby – dob

## Fordítás
Ez a szócikk részben vagy egészben a Fear and Whiskey című angol Wikipédia-szócikk ezen változatának fordításán alapul.  Az eredeti cikk szerkesztőit annak laptörténete sorolja fel. Ez a jelzés csupán a megfogalmazás eredetét és a szerzői jogokat jelzi, nem szolgál a cikkben szereplő információk forrásmegjelöléseként.